# Gljev
Gljev je naselje (selo) udaljeno 15 kilometara od grada Sinja.

## Zemljopisni položaj
Naselje Gljev se nalazi na zaravni iznad Sinjskog polja na obroncima planine Kamešnice u bilzini granice Hrvatske i Bosne i Hercegovine. Većina gospodarskih i stambenih objekata smješteno je na jugozapadnim obroncima Kamešnice uz rub plodnog krškog polja. 

## Stanovništvo
Naselje bilježi demografski pad potkraj 20. stoljeća jer se radno sposobno stanovništvo seli u obližnje gradove Sinj i Split radi dostupnijih poslova, školovanja i boljih uvjeta za život. Ovaj pad je uobičajen za sva naselja tog kraja.
| broj stanovnika | 357   | 420   | 425   | 519   | 631   | 733   | 679   | 698   | 694   | 683   | 713   | 669   | 637   | 562   | 363   | 326   | 225   |
|                 | 1857. | 1869. | 1880. | 1890. | 1900. | 1910. | 1921. | 1931. | 1948. | 1953. | 1961. | 1971. | 1981. | 1991. | 2001. | 2011. | 2021. |

## Zanimljivosti
Selo Gljev je poznato po očuvanju tradicijskih običaja kao što su izrada opanaka (tradicijska obuća) te pokladnih običaja uz životopisne maske Dida i Baba s pratnjom.
U naselju se nalazi crkva sv. Jeronima i sv. Petra koja je i zaštićeno dobro jer je arheološki lokalitet. 